# Villa Alsina
Villa Alsina é uma localidade do Partido de Baradero na Província de Buenos Aires, na Argentina. Sua população estimada em 2001 era de 1.184 habitantes.